# Else-Marthe Sørlie Lybekk
Else-Marthe Sørlie-Lybekk (ur. 11 września 1978 roku w Gjøviku) – norweska piłkarka ręczna, reprezentantka kraju. Gra na pozycji obrotowej. Obecnie występuje w norweskiej Eliteserrie, w drużynie Nordstrand IF Håndballgruppa. Jest brązową medalistką olimpijską z 2000 roku z Sydney.
Podczas Igrzysk Olimpijskich 2008 w Pekinie zdobyła mistrzostwo olimpijskie.

## Dane podstawowe
- Pozycja - obrotowa
- Wzrost - 178 cm
- Klub -  Nordstrand IF Håndballgruppa
- Numer w klubie -
- Numer w reprezentacji - 6

## Kluby
- 2003-  Nordstrand IF
- 2003-2008  HC Lipsk
- 2008-  Nordstrand IF Håndballgruppa

## Sukcesy
- 1998: mistrzostwo Europy
- 1999: mistrzostwo Świata
- 2000: brązowy medal Olimpijski
- 2001: wicemistrzostwo Świata
- 2002: wicemistrzostwo Europy
- 2002: puchar Norwegii
- 2004: mistrzostwo Europy
- 2006: mistrzostwo Niemiec
- 2006: mistrzostwo Europy
- 2006: puchar Niemiec
- 2007: wicemistrzostwo Świata
- 2007: puchar Niemiec
- 2008: puchar Niemiec
- 2008: mistrzostwo olimpijskie

## Nagrody indywidualne
- 2008: najlepsza obrotowa Igrzysk Olimpijskich w Pekinie.